# ريكونكيستا سانتا في (مدينة)
ريكونكيستا، سانتا في (بالإسبانية: Reconquista, Santa Fe)‏ هي منطقة سكنية تقع في الأرجنتين في General Obligado Department. يقدر عدد سكانها بـ 105,748 نسمة ومساحتها 537 كم2 وترتفع عن سطح البحر 46 متر. تأسست ريكونكيستا في 27 أبريل عام 1872 كحصن عسكري.

## المناخ
يظهر الجدول التالي التغييرات المناخية على مدار السنة لريكونكيستا، سانتا في:
| البيانات المناخية لـريكونكيستا، سانتا في   | البيانات المناخية لـريكونكيستا، سانتا في | البيانات المناخية لـريكونكيستا، سانتا في | البيانات المناخية لـريكونكيستا، سانتا في | البيانات المناخية لـريكونكيستا، سانتا في | البيانات المناخية لـريكونكيستا، سانتا في | البيانات المناخية لـريكونكيستا، سانتا في | البيانات المناخية لـريكونكيستا، سانتا في | البيانات المناخية لـريكونكيستا، سانتا في | البيانات المناخية لـريكونكيستا، سانتا في | البيانات المناخية لـريكونكيستا، سانتا في | البيانات المناخية لـريكونكيستا، سانتا في | البيانات المناخية لـريكونكيستا، سانتا في | البيانات المناخية لـريكونكيستا، سانتا في |
| الشهر                                      | يناير                                    | فبراير                                   | مارس                                     | أبريل                                    | مايو                                     | يونيو                                    | يوليو                                    | أغسطس                                    | سبتمبر                                   | أكتوبر                                   | نوفمبر                                   | ديسمبر                                   | المعدل السنوي                            |
| ------------------------------------------ | ---------------------------------------- | ---------------------------------------- | ---------------------------------------- | ---------------------------------------- | ---------------------------------------- | ---------------------------------------- | ---------------------------------------- | ---------------------------------------- | ---------------------------------------- | ---------------------------------------- | ---------------------------------------- | ---------------------------------------- | ---------------------------------------- |
| الدرجة القصوى °م (°ف)                      | 43.9 (111.0)                             | 40.3 (104.5)                             | 40.0 (104.0)                             | 37.0 (98.6)                              | 34.8 (94.6)                              | 31.4 (88.5)                              | 34.2 (93.6)                              | 38.4 (101.1)                             | 39.4 (102.9)                             | 41.2 (106.2)                             | 45.2 (113.4)                             | 42.7 (108.9)                             | 45.2 (113.4)                             |
| متوسط درجة الحرارة الكبرى °م (°ف)          | 32.4 (90.3)                              | 30.9 (87.6)                              | 29.4 (84.9)                              | 25.4 (77.7)                              | 22.2 (72.0)                              | 19.3 (66.7)                              | 19.5 (67.1)                              | 22.2 (72.0)                              | 23.6 (74.5)                              | 26.7 (80.1)                              | 28.7 (83.7)                              | 31.0 (87.8)                              | 25.9 (78.6)                              |
| المتوسط اليومي °م (°ف)                     | 26.4 (79.5)                              | 25.2 (77.4)                              | 23.7 (74.7)                              | 20.0 (68.0)                              | 16.7 (62.1)                              | 14.1 (57.4)                              | 13.4 (56.1)                              | 15.4 (59.7)                              | 17.1 (62.8)                              | 20.6 (69.1)                              | 22.9 (73.2)                              | 25.0 (77.0)                              | 20.0 (68.0)                              |
| متوسط درجة الحرارة الصغرى °م (°ف)          | 20.8 (69.4)                              | 20.2 (68.4)                              | 19.0 (66.2)                              | 15.7 (60.3)                              | 12.2 (54.0)                              | 9.8 (49.6)                               | 8.7 (47.7)                               | 10.0 (50.0)                              | 11.6 (52.9)                              | 15.1 (59.2)                              | 17.3 (63.1)                              | 19.5 (67.1)                              | 15.0 (59.0)                              |
| أدنى درجة حرارة °م (°ف)                    | 9.3 (48.7)                               | 9.0 (48.2)                               | 6.2 (43.2)                               | 2.8 (37.0)                               | −2.6 (27.3)                              | −3.5 (25.7)                              | −6.0 (21.2)                              | −4.3 (24.3)                              | −0.6 (30.9)                              | 3.3 (37.9)                               | 6.3 (43.3)                               | 6.4 (43.5)                               | −6.0 (21.2)                              |
| الهطول مم (إنش)                            | 141.4 (5.57)                             | 156.6 (6.17)                             | 168.3 (6.63)                             | 155.6 (6.13)                             | 58.9 (2.32)                              | 49.3 (1.94)                              | 31.2 (1.23)                              | 26.3 (1.04)                              | 53.1 (2.09)                              | 114.0 (4.49)                             | 159.8 (6.29)                             | 136.4 (5.37)                             | 1٬250٫9 (49.25)                          |
| متوسط أيام هطول الأمطار (≥ 0.1 mm)         | 7.8                                      | 8.1                                      | 8.4                                      | 9.2                                      | 5.8                                      | 5.7                                      | 4.3                                      | 3.8                                      | 6.1                                      | 8.7                                      | 9.5                                      | 8.7                                      | 86.1                                     |
| متوسط الرطوبة النسبية (%)                  | 70.3                                     | 75.6                                     | 78.0                                     | 81.5                                     | 81.5                                     | 83.1                                     | 78.8                                     | 73.5                                     | 71.5                                     | 71.8                                     | 71.0                                     | 70.4                                     | 75.6                                     |
| ساعات سطوع الشمس الشهرية                   | 275.9                                    | 238.0                                    | 229.4                                    | 204.0                                    | 192.2                                    | 162.0                                    | 173.6                                    | 201.5                                    | 204.0                                    | 248.0                                    | 258.0                                    | 275.9                                    | 2٬662٫5                                  |
| نسبة وصول أشعة الشمس                       | 65                                       | 65                                       | 60                                       | 59                                       | 58                                       | 51                                       | 53                                       | 58                                       | 57                                       | 62                                       | 63                                       | 63                                       | 60                                       |
| المصدر #1: Servicio Meteorológico Nacional |                                          |                                          |                                          |                                          |                                          |                                          |                                          |                                          |                                          |                                          |                                          |                                          |                                          |
| المصدر #2: NOAA (sun 1961–1990)            |                                          |                                          |                                          |                                          |                                          |                                          |                                          |                                          |                                          |                                          |                                          |                                          |                                          |

## توأمة
لريكونكيستا، سانتا في (مدينة) اتفاقيات توأمة مع كل من:
- الباسيتي
- غويا، خيريز دي لا فرونتيرا

## أعلام
- ماركوس فلوريس
- غوستافو سافويا
- كاندلا فيرو
- غابرييل باتيستوتا
- فيديريكو مانكويلو